# Variación anatómica

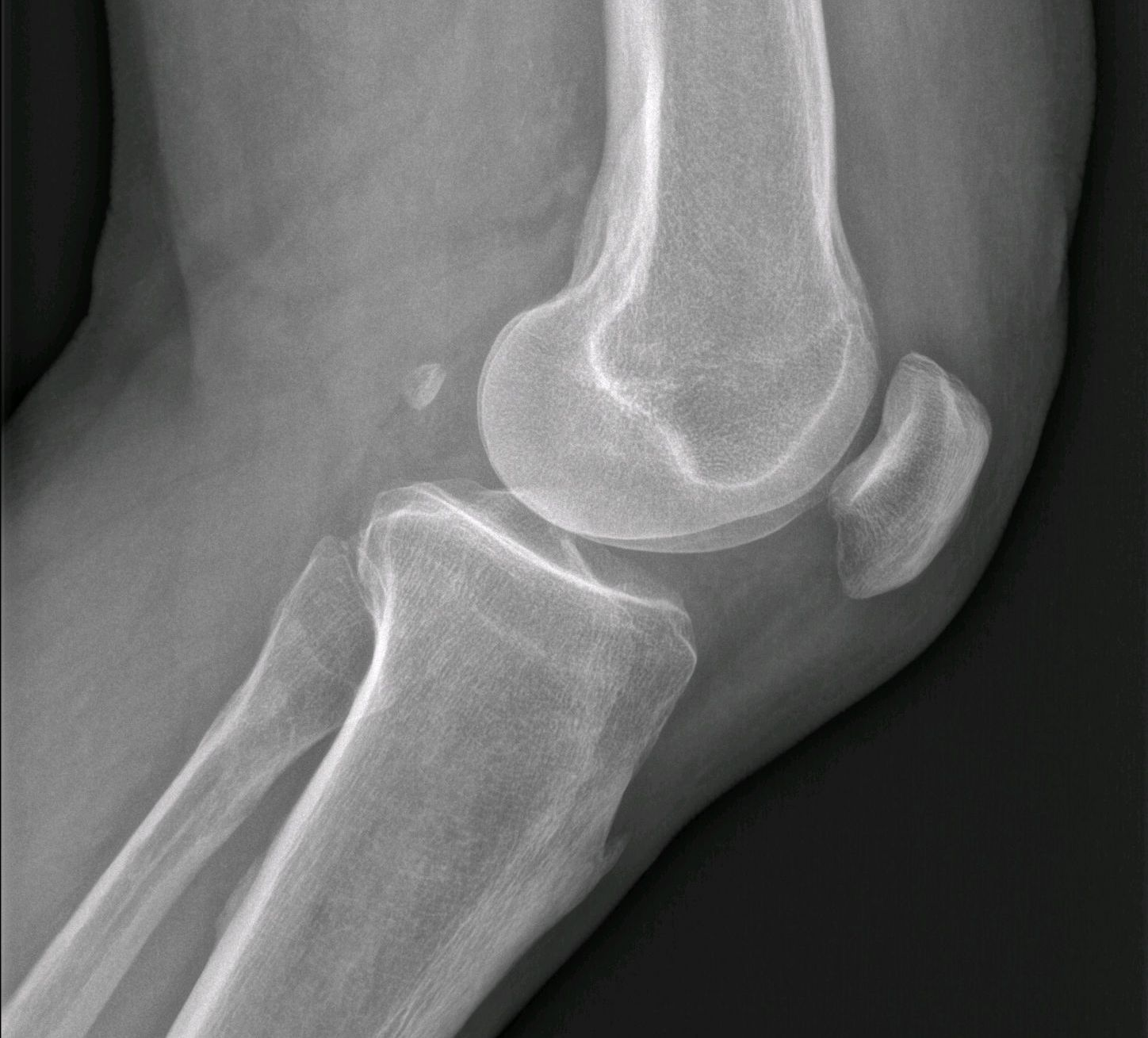
Radiografía de una rodilla donde se destaca una variación anatómica: una fabela, un hueso sesamoideo como producto de una osificación del tendón del músculo gastrocnemio (a la izquierda de los cóndilos del fémur y por encima de la epífsis de la tibia en la radiografía).

Variación anatómica es un término empleado para definir la descripción de estructuras anatómicas en el ser humano que exhiben claras diferencias morfológicas con respecto a una estructura consensuada como patrón habitual. Las variaciones anatómicas son muy frecuentes en la especie humana pero se análizan con mayor atención por su importancia aquellas que puedan ser aprovechadas para la práctica clínica.Es un campo de estudio de la anatomía desde la antigüedad, pero desde hace varias décadas se ha llevado a cabo una sistematización progresiva de su conocimiento para facilitar la labor del personal sanitario en el diagnóstico y tratamiento de enfermedades.

## Definición
Variación anatómica se refiere a una estructura anatómica que presenta diferencias con respecto al patrón más habitual en una población. Los organismos de una población exhiben diferencias en la morfología de sus estructuras internas de manera que se pueden clasificar en un diseño común, seguido de una serie de variaciones a la norma. Las variaciones anatómicas no son patológicas, ya que no afectan a la supervivencia y no alteran significativamente el desarrollo del individuo. Cuando tienen un impacto negativo en el desarrollo normal se tiende a denominarlas anormalidades o malformaciones.Sin embargo, esta división no resulta fácil de establecer en todos los casos ya que en algunas ocasiones las alteraciones al patrón común pueden derivar en algún tipo de cuadro patológico con el tiempo.
La mayoría de las variaciones anatómicas responden a un origen genético, sin embargo otros factores como circunstancias puntuales durante el desarrollo embrionario también contribuyen a la constitución de estructuras que se alejan del patrón morfológico habitual en el ser humano.

## Evolución histórica del estudio de las variaciones anatómicas
El estudio sistemático de las variaciones anatómicas aparece como consecuencia del resurgimiento de la anatomía con la publicación Humani Corporis Fabrica de Andrés Vesalio durante el renacimiento.Tras las primeras observaciones de Galeno en el siglo I, el estudio de las variaciones anatómicas decayó en la Edad Media porque las concepciones teóricas del ser humano eran incompatibles con la idea de un organismo constituido como la suma de estructuras independientes, que pudiesen además contener variaciones con respecto a un patrón habitual.Con el Renacimiento se produce un renovado interés en la anatomía, se comienza a revisar de manera crítica los textos clásicos y se dan los primeros pasos en un estudio sistemático de las estructuras que constituyen el ser humano.Uno de los máximos representantes de este periodo fue Andrés Vesalio, que hace las primeras observaciones de órganos internos que presentan cierta variabilidad de unos organismos a otros, pero considera estas variaciones como lo habitual en el estudio del cuepo humano.
Partiendo de Vesalio como referente, otros anatomistas observaron variabilidad en otras estructuras que se le pasaron por alto al primero. El primero en sistematizar las variaciones anatómicas fue Bartolomeo Eustachio con la publicación de su tratado Opuscula Anatomica en 1564.Durante los siglos siguientes otros anatomistas profundizaron en el conocimiento de la anatomía del ser humano y sus variaciones, aunque el mayor impulso en su estudio se dio durante el siglo XIX, coincidiendo con la edad dorada de la anatomía. El primer libro dedicado exclusivamente al compendio de variaciones anatómicas fue el publicado por Ronald Bergman en 1988, si bien en los libros de anatomía descriptivos se suelen explicar las más frecuentes.

## Implicaciones clínicas
Desde mediados del siglo XIX el conocimiento de las variaciones anatómicas cobra una nueva importancia para el tratamiento de diversas enfermedades. A pesar de que no afectan a la función de los órganos y sistemas, las variaciones anatómicas pueden influir en el diagnóstico de una enfermedad y su tratamiento. Con el desarrollo de varias ramas de la medicina, como la cirugía, se hace más necesario el conocimiento de las diversas variaciones que permitiesen facilitar la labor quirúrgica como en el caso de la apendicitis.Sin embargo, no queda claro el impacto que puede causar el desconocimiento o mala interpretación de las variaciones anatómicas, estimandose que permitirían explicar entre un 10 y un 25% de todos los errores médicos reportados, según la fuente consultada.
Las variaciones anatómicas en la práctica clínica se intentan categorizar entre aquellas que tienen una predisposición para el desarrollo de ciertas patologías, de aquellas que pueden confundir en el diagnóstico y evaluación clínica, y de aquellas que son relevantes en el curso del tratamiento del paciente. Aunque en los diversos libros de texto de anatomía descriptiva y obras más orientadas a las especialidades clínicas se describen las principales variedades anatómicas, un conocimiento exhaustivo de estas en una determinada región del cuerpo requiere una amplia investigación bibliográfica en la literatura médica y científica.
El suministro arterial y drenaje venoso de los diferentes órganos destaca en el estudio de las variaciones anatómicas por su importancia en la predisposición de varias patologías. A modo de ejemplo, resulta importante el conocimiento de las diferencias de dominancia de las arterias coronaria derecha e izquierda que irrigan el corazón por el mayor riesgo de muerte entre los que tienen dominancia de la arteria coronaria derecha. Aparte de la irrigación, otras estructuras presentan variaciones del patrón común, pudiendo tener estas alteraciones importancia clínica el algún momento de la vida del individuo. Así, los músculos accesorios son duplicados anatómicos raros que ocurren ocasionalmente y solo requieren tratamiento cuando se altera la función. Un ejemplo lo encontramos con el músculo sóleo accesorio en el tobillo que, por lo general, no necesita ser rectificado. Otras variaciones más comunes son la existencia de órganos internos accesorios como resultado de anomalías durante el desarrollo embrionario, como por ejemplo la existencia de un bazo accesorio, que se encuentra en alrededor del diez por ciento de la población y que ocasionalmente puede verse afectado por patologías particulares que son necesarias identificar.
Una de las fuentes más abundantes para la identificación de las variaciones anatómicas se lleva a cabo en los departamentos de anatomía de las facultades de medicina durante la disección de los cadáveres, en el transcurso de las prácticas para alumnos de médicina y otros grados. Otra fuente frecuente para el estudio suele llevarse a cabo en el análisis de imágenes de diagnóstico en los centros sanitarios. La identificación de las variaciones anatómicas en la propía práctica clínica también se da lugar, aunque es más infrecuente.
En un sentido más amplio dentro de la ciencia, el estudio de las variaciones anatómicas se ha extendido al estudio de las diferencias en las estructuras de los organismos dentro de una misma especie.

## Enlace Externo
- Atlas online de variaciones anatómicas (en inglés).

- Datos: Q4752279
- Multimedia: Anatomical variations / Q4752279